# Шестое правительство Израиля
Шестое правительство Израиля (ивр. ממשלת ישראל השישית‎) было сформировано Моше Шаретом 29 июня 1955 года. Как и предыдущие правительства, кабинет Шарета был коалиционным, в правящую коалицию вошли партии МАПАЙ, Мизрахи, Хапоэль Ха-Мизрахи, Демократический список арабов Израиля, Прогресс и труд и Сельское хозяйство и развитие.
Из правительства были выведены министры предыдущего кабинета Шарета — Йосеф Серлин, Исраэль Роках и Йосеф Сапир, но вместо назначения новых министров кабинета Шарет разделил портфели между другими членами кабинета. Пинхас Розен остался министром юстиции несмотря на то, что партия, в которую он входил — Прогрессивная партия — вышла из коалиции.
За исключением заместителя министра образования и культуры Кальмана Кахана, который ушел в отставку 15 августа, шестое правительство Израиля оставалось у власти до 3 ноября 1955 года (более трёх месяцев после парламентских выборов 1955 года).
| Шестое правительство Израиля                                                    | Шестое правительство Израиля        | Шестое правительство Израиля |
| Должность                                                                       | Имя, фамилия                        | Партийная принадлежность     |
| ------------------------------------------------------------------------------- | ----------------------------------- | ---------------------------- |
| Премьер-министр Министр иностранных дел                                         | Моше Шарет                          | «МАПАЙ»                      |
| Министр сельского хозяйства Министр торговли и промышленности                   | Перец Нафтали                       | «МАПАЙ»                      |
| Министр обороны                                                                 | Давид Бен-Гурион                    | «МАПАЙ»                      |
| Министр развития                                                                | Дов Йосеф                           | «МАПАЙ»                      |
| Министр образования и культуры                                                  | Бен-Цион Динур                      | Не был депутатом Кнессета    |
| Министр финансов                                                                | Леви Эшколь                         | «МАПАЙ»                      |
| Министр здравоохранения                                                         | Дов Йосеф                           | «МАПАЙ»                      |
| Министр внутренних дел Министр по делам религий Министр социального обеспечения | Хаим Моше Шапира                    | Хапоэль Ха-Мизрахи           |
| Министр юстиции                                                                 | Пинхас Розен                        | Прогрессивная партия         |
| Министр труда                                                                   | Голда Меир                          | «МАПАЙ»                      |
| Министр внутренней безопасности                                                 | Бехор-Шалом Шитрит                  | «МАПАЙ»                      |
| Министр связи                                                                   | Йосеф Бург                          | Хапоэль Ха-Мизрахи           |
| Министр транспорта                                                              | Залман Аран                         | «МАПАЙ»                      |
| Заместитель министра образования и культуры                                     | Кальман Кахана (до 15 августа 1955) | Поалей Агудат Исраэль        |